# Madeleine Akrich
Madeleine Akrich (* 1959) ist eine französische Soziologin, die als Forschungsleiterin an der École nationale supérieure des Mines de Paris die Wechselwirkungen zwischen Technik, Nutzern und Gesellschaft erforscht. Bekannt wurde sie durch ihre Beiträge zur Soziologie der Technik und zur Akteur-Netzwerk-Theorie, in denen sie technische Artefakte als „Skripte“ versteht, die soziale Beziehungen prägen. 2016 wurde sie dafür mit der Silbermedaille des CNRS ausgezeichnet.

## Leben
Akrich ist seit 1983 Mitglied des Centre de sociologie de l’innovation (CSI) an der École des Mines in Paris. Von 2003 bis 2013 leitete sie dieses Forschungszentrum. Sie wirkt als Forschungsleiterin am Institut interdisciplinaire de l’innovation (I3) der Mines ParisTech. 2016 erhielt sie für ihre Forschungen zur Soziologie der Technik die Médaille d’argent des Centre national de la recherche scientifique.

## Wirken
Zentraler Gegenstand der Arbeit Akrichs ist die Frage, wie Entwickler in technischen Objekten Vorstellungen von künftigen Nutzern einschreiben und so Handlungsspielräume regulieren. In ihrem Aufsatz Comment décrire les objets techniques? beschreibt sie diese materiell verankerten Handlungsvorgaben als „Skripte“, die erst im Gebrauch bestätigt, verschoben oder verworfen werden. „Technische Objekte sind niemals neutral, sie materialisieren gesellschaftliche Normen.“ In einem Interview betonte sie einmal selbstkritisch: „Wir folgen den Akteuren, aber nur in den Grenzen der von uns gewählten Lokalitäten.“
Gemeinsam mit Bruno Latour entwickelte sie ein „Convenient Vocabulary“ für die Analyse von Mensch-Ding-Assemblagen, das Begriffe wie „Actant“, „Delegation“ und „Anti-Programm“ popularisierte. Der Sammelband Sociologie de la traduction machte diese Sichtweise im französischsprachigen Raum bekannt und trug zur Etablierung der Akteur-Netzwerk-Theorie bei. Akrich prägte hierfür den Begriff der „De-scription“, welche die Diskrepanz zwischen Entwurfslogik und Alltagsnutzung von Technik analytisch erfasst. In empirischen Studien zu Fotovoltaikanlagen in Westafrika zeigte sie, wie Elektrifizierungsprojekte lokale Machtverhältnisse neu ordnen und neue Akteursrollen wie etwa die des „Bürgers“ hervorbringen.
Seit den 1990er-Jahren richtet sie ihren Blick zunehmend auf den Gesundheitsbereich und vergleicht etwa mit Bernike Pasveer die hochmedizinisierten Geburtspraktiken in Frankreich mit den stärker hausgeburtsorientierten Verfahren in den Niederlanden. Eine Analyse von mehr als siebzig Geburtsberichten offenbart, wie technologische Arrangements das Körpererleben von Frauen zwischen Schmerz, Objektivierung und Handlungsmacht oszillieren lassen.
Mit Cécile Méadel untersuchte sie Internet-Diskussionslisten, in denen Patienten Erfahrungen austauschen und medizinisches Wissen aneignen. Ihre Studie From Communities of Practice to Epistemic Communities zeigt, wie solche Online-Foren zu aktivistischen Gruppen werden, die wissenschaftlich fundierte Forderungen in gesundheitspolitische Arenen tragen.
Gemeinsam mit Vololona Rabeharisoa koordinierte sie ein europäisches Projekt über den Beitrag von Patientenorganisationen zur Wissensproduktion und -zirkulation, in dem sie das Konzept der „Laienexpertise“ weiter ausarbeitete. Dabei unterscheidet sie zwischen Erfahrungswissen aus dem Alltag mit einer Krankheit und angeeignetem medizinisch-wissenschaftlichem Know-how, die in Patientenverbänden strategisch verbunden werden.
Zuletzt befasste sie sich mit dem Alltag von Menschen mit spät einsetzenden degenerativen Erbkrankheiten, mit Präzisionsonkologie und mit den Kontroversen um Wasserstoff als Energieträger.